# Vojkova koča na Nanosie
Vojkova koča na Nanosie (słoweń. Vojkova koča na Nanosu) – schronisko turystyczne pod szczytem Plešy. Otwarto je w 1949 i nosi imię bohatera narodowego Janka Premrla „Vojka” (1920-1943). Zarządza nim PD (Towarzystwo Górskie) Postojna i jest otwarte od początku czerwca do końca września od 17.00 w środę do niedzieli wieczór, w innych miesiącach zaś w soboty, niedziele i święta. Ma dwie sale dla gości z 82 krzesłami i barem. Nocleg oferuje w pokoju z 4 łóżkami i dwóch salach zbiorczych z 48 miejscami.

## Dostęp
- z Razdrta, częściowo zabezpieczonym szlakiem (1,30 h)
- z Razdrta koło kościółka św. Hieronima (2 h)

## Szlaki
- na Suhi vrh (1313 m) 1,30h
- do Zamku Predjamskiego (503 m) Słoweńskim Szlakiem Górskim 3 h.